# Le fabuleux destin d'Amélie Poulain
Le Fabuleux Destin d'Amélie Poulain (no Brasil, O Fabuloso Destino de Amélie Poulain e em Portugal, O Fabuloso Destino de Amélie) é um filme francês de 2001, do gênero comédia romântica, dirigido por Jean-Pierre Jeunet.

## Sinopse[3]
O filme conta a história de Amélie, uma menina que cresce isolada das outras crianças. O seu pai julga que Amélie possui uma anomalia no coração, que tende a bater muito rápido durante os exames mensais que lhe faz. Na verdade, Amélie fica nervosa com este raro contato físico com o pai. Por isso, e somente por isso, o seu coração bate mais rápido que o normal. Seus pais, então, privam Amélie de frequentar escola e ter contato com outras crianças. A sua mãe, que é professora, é quem a alfabetiza até falecer. A sua infância e a morte prematura de sua mãe acabam por influenciar fortemente o desenvolvimento de Amélie e a forma como ela se relaciona com as pessoas e com o mundo depois de adulta.
Após a sua maioridade, muda-se do subúrbio para o bairro parisiense de Montmartre, onde começa a trabalhar como garçonete. Certo dia, encontra no banheiro do seu apartamento uma caixinha com brinquedos e figurinhas pertencentes ao antigo morador do apartamento. Decide procurá-lo e entregar o pertence ao seu dono, Dominique, anonimamente. Ao notar que ele chora de alegria ao reaver o seu objeto, a moça fica impressionada e remodela a sua visão do mundo.
A partir de então, Amélie engaja-se na realização de pequenos gestos a fim de ajudar e tornar mais felizes as pessoas ao seu redor. Ela ganha aí um novo sentido para a sua existência. Numa destas pequenas grandes ações, ela encontra um homem. E então o seu destino muda para sempre.

## Trilha Sonora[3]
Trilha sonora de Yann Tiersen. CD editado por Victoire Productions-Labels/Virgin France, 2001.
1. J'y suis jamais allé (1:34)
2. Les jours tristes (Instrumental) (3:03)
3. La valse d'Amélie (versão original) (2:15)
4. Comptine d'une autre été: l'après-midi (2:20)
5. La noyée (2:03)
6. L'autre valse d'Amélie (1:33)
7. Guilty (Al Bowlly) (3:13)
8. À quai (3:32)
9. Le moulin (4:27)
10. Pas si simple (1:52)
11. La valse d'Amélie (versão orquestrada) (2:00)
12. La valse des vieux os (2:20)
13. La dispute (4:15)
14. Si tu n'étais pas là (Fréhel) (3:29)
15. Soir de fête (2:55)
16. La redécouverte (1:13)
17. Sur le fil (4:23)
18. Le banquet (1:31)
19. La valse d'Amélie (Piano) (2:38)
20. La valse des monstres (3:39)
21. L'Autre Valse d'Amélie (Version Quatuor à Cordes) (1:41) (edição limitada francesa)
22. Les Deux Pianos (1:58) (edição limitada francesa)
23. Comptine d'un autre été (02:00) (edição limitada francesa)
24. La Maison (02:03) (edição limitada francesa)

- Outras músicas são usadas no filme, mas não foram oferecidas no álbum da trilha sonora. É o caso, por exemplo, do Adagio para seqüências de caracteres de Samuel Barber, usado na sequência de vídeo com a narração de Frédéric Mitterrand.
- Jean-Pierre Jeunet descobriu Yann Tiersen por acaso, graças a um estagiário de cinema que ouviu uma de suas fitas cassete durante uma viagem de carro.

- Em 2003, a cantora francesa Alizée gravou a música Amélie m'a dit, na qual presta homenagem ao filme. A música está incluída no álbum Mes courants électriques e foi single do seu álbum ao vivo En concert. Há também uma versão em inglês da música.

## Premiações[4]
- Cinco indicações ao Oscar, nas seguintes categorias: Melhor Filme Estrangeiro, Melhor Direção de Arte, Melhor Fotografia, Melhor Som e Melhor Roteiro Original.
- Uma indicação ao Globo de Ouro, na categoria de Melhor Filme Estrangeiro.
- Ganhou dois prêmios no BAFTA, nas seguintes categorias: Melhor Roteiro Original e Melhor Desenho de Produção. Foi ainda indicado em outras 7 categorias: Melhor Filme, Melhor Diretor, Melhor Atriz (Audrey Tautou), Melhor Filme Estrangeiro, Melhor Fotografia, Melhor Trilha Sonora e Melhor Edição.
- Recebeu treze indicações ao César, nas seguintes categorias: Melhor Filme, Melhor Diretor, Melhor Atriz (Audrey Tautou), Melhor Ator Coadjuvante (Rufus e Jamel Debbouze), Melhor Atriz Coadjuvante (Isabelle Nanty), Melhor Fotografia, Melhor Figurino, Melhor Edição, Melhor Desenho de Produção, Melhor Trilha Sonora, Melhor Som e Melhor Roteiro.
- Ganhou o Prêmio da Audiência no Festival Internacional de Edimburgo.
- Ganhou o Prêmio do Público no Festival de Cinema de Toronto.
- Recebeu uma indicação ao Grande Prêmio Cinema Brasil, na categoria de Melhor Filme Estrangeiro.
- Ganhou o Prêmio Adoro Cinema 2002 de Melhor Atriz Revelação (Audrey Tautou).